# Підгаття
Підга́ття — село в Україні, у Маневицькій селищній громаді Камінь-Каширського району Волинської області. Населення становить 155 осіб.

## Географія
Через село тече річка Піщанка, ліва притока Стиру.

## Історія
У 1906 році село Ведмезької волості Луцького повіту Волинської губернії. Відстань від повітового міста 72 верст, від волості 3. Дворів 35, мешканців 226.
19 липня 2020 року, в результаті адміністративно-територіальної реформи та ліквідації  Маневицького району, село увійшло до складу новоутвореного Камінь-Каширського району.

## Населення
Згідно з переписом УРСР 1989 року чисельність наявного населення села становила 150 осіб, з яких 83 чоловіки та 67 жінок.
За переписом населення України 2001 року в селі мешкало 155 осіб. 100 % населення вказало своєю рідною мовою українську мову.

## Відомі люди
- Лінник Степан Андріанович-«Рижий» — керівник Колківського районного проводу ОУН, один із останніх діючих командирів УПА.